# Битва за Дюнкерк
Битва за Дюнкерк — битва Другої світової війни між військами союзників та Німеччини, що сталася 26 травня — 4 червня 1940 року під час Французької кампанії Вермахту.

## Початок і хід битви
Після Дивної війни 10 травня 1940 року почалася справжня битва за Францію. На півночі німецька група армій «B» вторглася і захопила Нідерланди, після чого рушила на південний захід через Бельгію.
Французьке командування та головнокомандувач Моріс Гамелен готувались зустріти німецькі війська на лінії Мажино. Для цього 1-ша, 7-ма французькі армії та Британський експедиційний корпус під командуванням лорда Джона Ґорта рушили по річці Дейлі. Але танки групи армій «А» Вермахту прорвалися через Арденни, перейшли французький кордон біля Седана, а потім вирушили на північний захід до Ла-Маншу і розітнули, за планом Манштейна, сили союзників, вийшовши 20 травня танковою групою Клейста до моря в гирлі Сомми недалеко від Аббевіля. Таким чином, Британський експедиційний корпус, французькі та бельгійські частини кількістю близько 40 дивізій виявилися відрізаними від основних сил французів та притиснутими до моря в районі Дюнкерка.

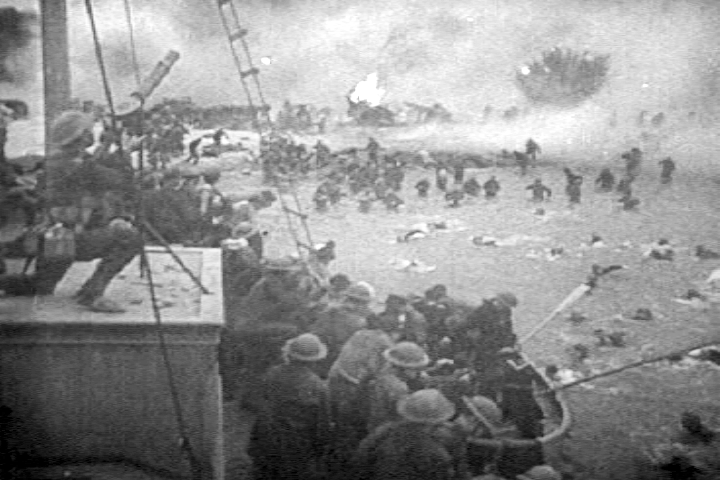

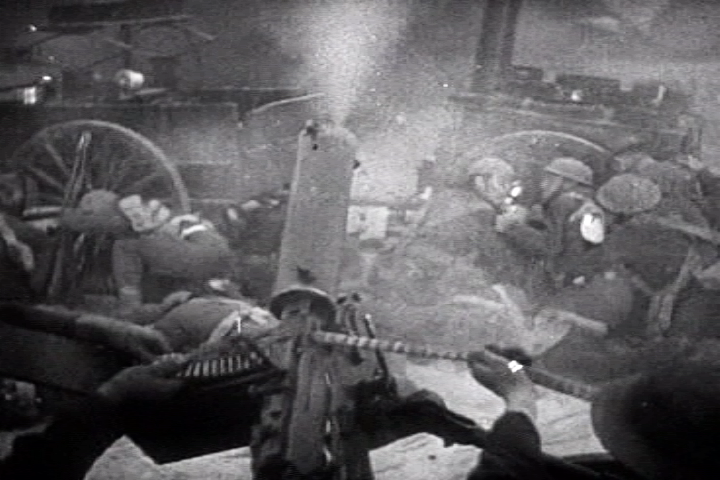

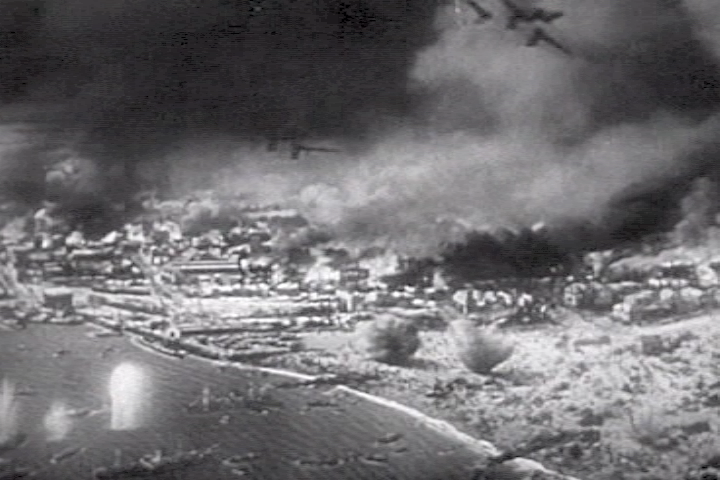

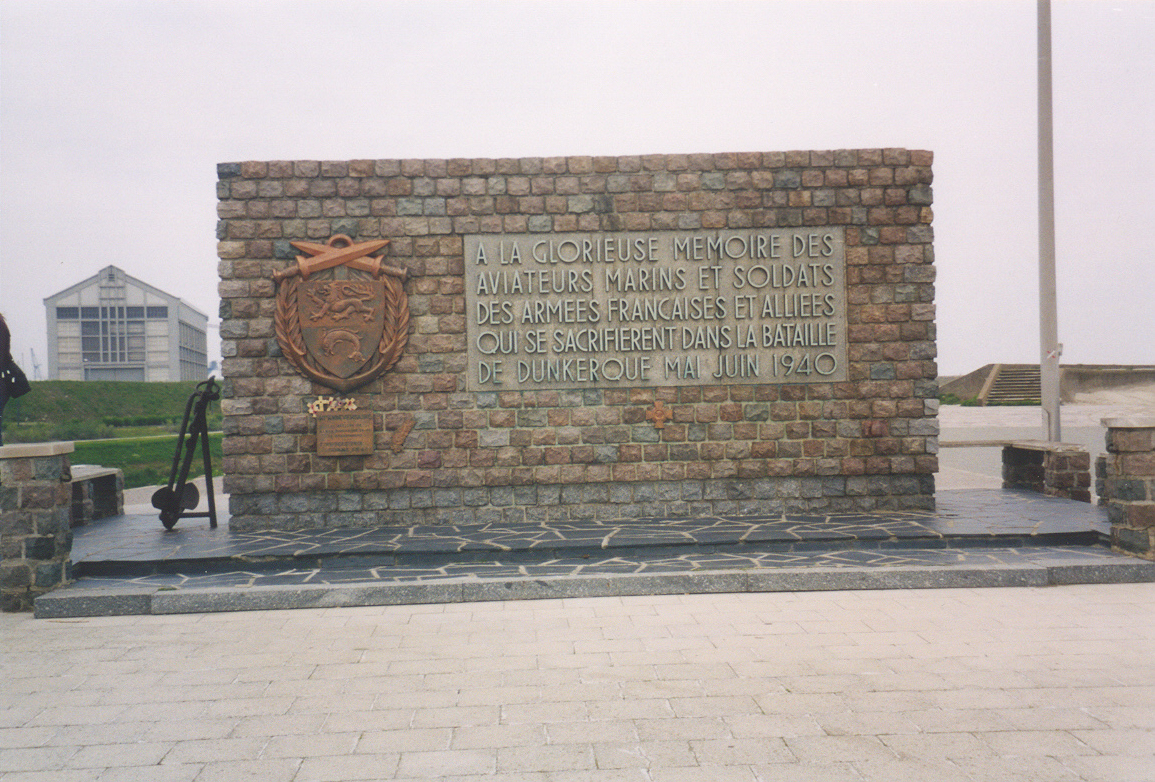
Меморіал в Дюнкерку

Проти притиснутої до моря групи військ діяли німецькі групи армій «B» (18-та і 6-та армії) і з'єднання 4-ї армії групи армій «A» з доданими танковими групами Клейста і Гота (всього 43 дивізії при перевазі в танках і авіації). Крім того, група армій «B» могла бути підсилена частинами з групи армій «А» і резервів.
21 травня англійці силами одного піхотного полку та двох танкових батальйонів вдало контратакували німецькі частини біля міста Аррас (битва при Аррасі), внаслідок чого 24 травня Гітлер віддав наказ перейти до оборони (так званий «стоп-наказ»). Мотивація цього наказу не зрозуміла. Висловлюються припущення, що Гітлер побоювався, що танкові підрозділи можуть бути знищені британською корабельною артилерією, або що Гітлер навмисно дозволив англійцям евакуюватися, сподіваючись на їхній вихід із війни.
25 травня англійське командування висадило біля Дюнкерка додаткову танкову бригаду, чим забезпечило приблизний паритет сил, але зважаючи на досить мляві зусилля французького командування і враховуючи нестачу місця для маневру, англійське командування цього ж дня ухвалило рішення про евакуацію експедиційних сил до Британії (операція «Динамо»). Це рішення надійшло у війська 26 травня.
26 травня через важкі бої в районі Іпра начальник бельгійського Генштабу звернувся по допомогу до лорда Ґорта, але Ґорт відхилив це прохання — на той момент війська союзників вже відмовилися від спроб з'єднатися з головними силами французької армії і почали відступ у район Дюнкерка, за водні перешкоди з каналу Аа, річки Лис і обвідного каналу.
27 травня король Бельгії Леопольд III ухвалив рішення про капітуляцію бельгійської армії. 28 травня о 0 годині 20 хвилин було підписано протокол про капітуляцію. Таким чином фронт мали утримувати французькі та британські війська.

## Евакуація з Дюнкерка
27 травня британці почали евакуацію з Дюнкерка в умовах розпочатого за директивою Браухіча загального наступу. Війська Рундштедта завдали два удари в напрямку Іпра і Турне. Відхід британських військ з рубежів річки Лис призвів до оточення шести французьких дивізій і 31 травня вони склали зброю.
28 травня французьке адміралтейство доручило створити флотилію для евакуації своїх військ.
28 і 29 травня війська союзників відійшли впритул до Дюнкерка. В цей самий час в Дюнкеркі йшло вантаження англійських військ на британські військові, торговельні та рибальські судна, а також на катери та яхти місцевих жителів. Район завантаження з повітря охороняли англійські винищувачі, які виконували до 300 літако-вильотів на день і протистояли до 300-там бомбардувальникам та 500-там винищувачам Люфтваффе.
Французькі війська вели оборону західного сектора, англійські — східного. Керував обороною адмірал Абріаль.
31 травня в Британію був відкликаний лорд Ґорт. На цей час біля Дюнкерка лишалися три англійські дивізії під командуванням генерала Г. Александера. На 3 червня ці війська були повністю евакуйовані.
У ході оборони Дюнкерка британці втратили понад 68 тис. вояків, 6 ескадрених міноносців та 302 літаки, а також всю бойову техніку і озброєння, зокрема 2400 гармат та 700 танків. 4 червня також склали зброю близько 40 тис. французів, що прикривали евакуацію і лишилися без боєприпасів.
Вранці 4 червня в місто Дюнкерк увійшли німецькі передові частини.

## Вшанування пам'яті
У кінематографі
- «Дюнкерк» режисера Крістофера Нолана.